# Пилявский, Андрей Борисович
Андре́й Бори́сович Пиля́вский (укр. Андрій Борисович Пилявський; род. 4 декабря 1988[…], Киев) — украинский футболист, защитник. Выступал в национальной сборной Украины.

## Биография
Андрей родился 4 декабря 1988 года в Киеве. Его отец занимался футболом на любительском уровне. Недалеко от его дома был спортивный клуб «Дружба» и в возрасте 7 лет отец записал его туда. В команде он тренировался со старшим братом до 12 лет.
Позже на турнире в Керчи его заметили селекционеры донецкого «Шахтёра» и пригласили в клуб. В 13 лет он переехал в Донецк. В команде выступал на протяжении трёх лет. В ДЮФЛ выступал за АТЕК, «Шахтёр» и киевский «Арсенал».
В 2007 году подписал контракт с киевским «Арсеналом», хотя до этого мог перейти в днепропетровский «Днепр». Всего за дублирующий состав он провёл 3 матча, вскоре он получил травму колена и с ним был расторгнут контракт. Позже он поддерживал форму играя в чемпионате Киевской области, Пилявской после мог перейти в «Княжу».
Зимой 2009 года он перешёл в «Нафком», куда его пригласил Олег Федорчук. В команде он провёл полгода и сыграл 9 матчей и забил 2 гола. После того как «Нафком» прекратил существование, он перешёл вместе с Федорчуком в винницкую «Ниву». В сезоне 2009/10 вместе с командой стал серебряным призёром Второй лиги Украины и вышел в Первую лигу. Также в этом сезоне вместе с командой выиграл первый Кубок украинской лиги, в финале «Нива» обыграла «Горняк-Спорт» (4:0). Всего за «Ниву» он провёл 38 матчей и забил 4 мяча.
В январе 2011 года подписал трёхлетний контракт с израильским «Маккаби» из Хайфы. Также он мог перейти в луцкую «Волынь». 22 января 2011 года дебютировал в чемпионате Израиля в домашнем матче против «Бней Иегуды» (1:0). В сезоне 2010/11 вместе с командой стал чемпионом Израиля, Пилявский в этом сезоне провёл 11 матчей. В Кубке Израиля «Маккаби» дошёл до финала. В полуфинале «Маккаби» играло с «Маккаби» из Нетаньи (2:3), в составе этой команды играл другой украинец — Сергей Третьяк. В финале «Маккаби» уступил «Хапоэлю» из Тель-Авива (0:1).
В августе 2014 года подписал трёхлетний контракт с луганской «Зарёй», в команде взял 99 номер.
11 ноября 2014 года впервые сыграл за сборную Украины против сборной Литвы (0:0).
10 февраля 2016 года перешёл в российский клуб «Рубин».
27 июля 2016 года на правах аренды перешёл в «Ворсклу».

## Достижения
Нива (Винница)
- Серебряный призёр Второй лиги Украины: 2009/10
- Обладатель Кубка украинской лиги: 2009/10

Маккаби (Хайфа)
- Чемпион Израиля: 2010/11
- Финалист Кубка Израиля: 2010/11

## Личная жизнь
Пилявский встречался с девушкой Анной, которая выступала в составе музыкальной группы SMS.